# ATP World Tour 500 Series
Az ATP World Tour 500 Series (korábbi nevén: ATP International Series Gold) egy tizenegy tenisztornából álló csoport gyűjtőneve, amelynek tagjai az ATP Tourhoz tartoznak. A győztes 500 világranglista pontot kap. A legjobb játékosoknak kötelező legalább öt ilyen tornán részt venni, ebből egynek a US Open után kell lennie.

## A tornák listája (2010)
Időrendben:
| Torna                               | Helyszín   | Borítás         | 2010-es összdíjazás | Résztvevők száma (egyéni) | Első torna |
| ABN AMRO World Tennis Tournament    | Rotterdam  | Kemény (f)      | € 1 150 000         | 32                        | 1972       |
| Regions Morgan Keegan Championships | Memphis    | Kemény (f)      | $ 1 100 000         | 32                        | 1975       |
| Abierto Mexicano Telcel             | Acapulco   | Salak           | $ 955 000           | 32                        | 1993       |
| Dubai Open                          | Dubaj      | Kemény          | $ 1 619 500         | 32                        | 1993       |
| Open Sabadell Atlántico             | Barcelona  | Salak           | € 1 550 000         | 56                        | 1953       |
| German Open Hamburg                 | Hamburg    | Salak           | € 1 000 000         | 48                        | 1892       |
| Legg Mason Tennis Classic           | Washington | Kemény          | $ 1 165 500         | 48                        | 1969       |
| China Open                          | Peking     | Kemény          | $ 2 100 000         | 32                        | 1993       |
| Japan Open                          | Tokió      | Kemény          | $ 1 100 000         | 48                        | 1973       |
| Open de Tenis Comunidad Valenciana  | Valencia   | Kemény (fedett) | € 1 357 000         | 32                        | 1995       |
| Swiss Indoors                       | Bázel      | Kemény (fedett) | € 1 225 000         | 32                        | 1975       |